# Cyanopterus bellicosus
Cyanopterus bellicosus är en stekelart som först beskrevs av Smith 1860.  Cyanopterus bellicosus ingår i släktet Cyanopterus och familjen bracksteklar. Inga underarter finns listade i Catalogue of Life.